# كهف الوعل
كهف الوعل (بالإنجليزية: Ibex Cave)‏ هو كهف يقع ضمن أقاليم ما وراء البحار البريطانية في منطقة جبل طارق التابعة للتاج البريطاني. تم اكتشافه في عام 1975.